# Epinotia meritana
The White-Fir Needle Miner (Epinotia meritana) là một loài bướm đêm thuộc họ Tortricidae. Loài này có ở miền tây United States, bao gồm Utah, New Mexico và Arizona.

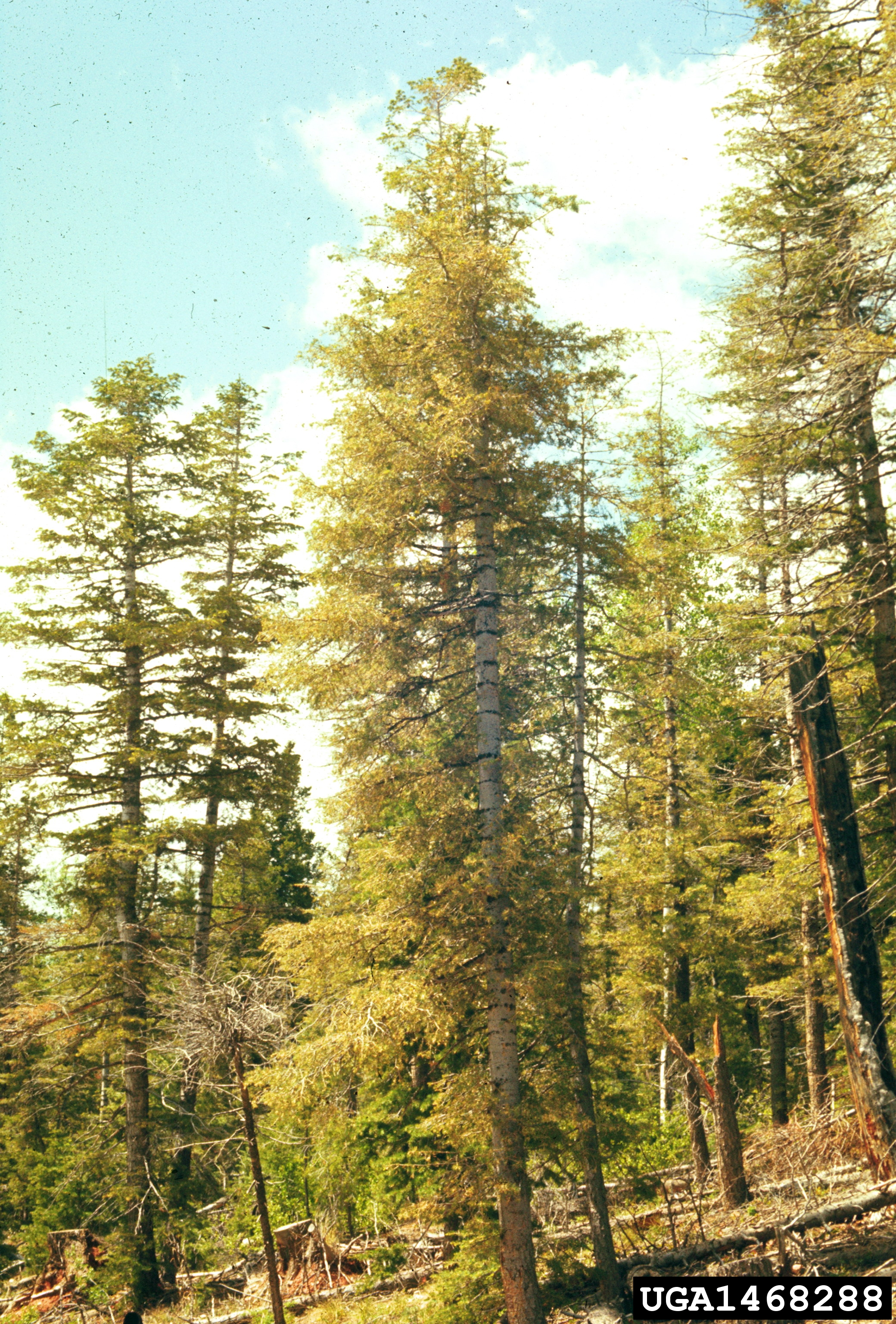
Damage

Sải cánh dài khoảng 9 mm. Con trưởng thành bay vào cuối tháng 6 và tháng 7. Có một lứa một năm in New Mexico và Arizona.
The larvae have been recorded on Abies concolor và Abies magnifica. They mine the needles of their host plant.